# Yang Xianhui
Yang Xianhui, né en 1946, est un écrivain chinois contemporain. Son œuvre dépeint les conditions de vie pendant la campagne anti-droitiste et la grande famine en Chine. Ses études sont basées à partir des interviews des condamnés du système pénitentiaire chinois et de son expérience du mouvement d'envoi des zhiqing à la campagne.

## Biographie
Yang Xianhui (杨显惠) est né en 1946 dans la province chinoise du  Gansu, dans le Xian autonome Dongxiang. En 1965, il termine ses études secondaires, à Lanzhou.
De 1965 à 1981, Yang Xianhui est volontaire comme zhiqing (jeune instruit) pour travailler dans une ferme coopérative du Gansu. Il y côtoie des droitiers, venus du camp de Jiabiangou qui y sont assignés. En 1970, il recueille des rumeurs de cannibalisme qui se seraient passées dans les années 1960. C'est vingt ans plus tard qu'il enquêtera sur ce sujet sulfureux, c’est alors que fit surface l’histoire du camp de Jiabiangou. Il commence à écrire à la fin de la Révolution culturelle.
En 1997, il retourne sur place pour rechercher les survivants du camp disparu,. 
Yang Xianhui a sollicité les autorités chinoises afin d'accéder aux archives de cette période mais il n'a jamais reçu de réponse. Aussi il a réuni, sur une période de trois ans, les témoignages de personnes étiquetées par l’État chinois comme droitistes dans les années 1950 et envoyés à Jiabiangou, un camp de « rééducation par le travail » dans le nord-ouest de la Province du Gansu. Dans son introduction, le traducteur, Wen Huang, explique que le camp, qui a été construit pour contenir 40 ou 50 criminels, est venu de tenir environ 3 000 prisonniers politiques entre 1957 et 1961. Tous, à l'exception de 500 d'entre eux, périrent, principalement de famine. Yang Xianhui décrit l'exposition au froid ; la faim tellement intense qui incite les détenus à manger la chair humaine ; la séquence familière des symptômes, qui commencent par un œdème et conduisent sur le chemin à la mort.
En 2000, Yang Xianhui  publie une première nouvelle Une femme de Shanghai, puis suivent onze autres nouvelles. En 2003, le recueil Adieu à Jiabiangou est publié.  Yang Xianhui appartient à une nouvelle catégorie de littérature qualifiée de littérature de témoignage,.

## Œuvres
- Zhe yi pian da hai nan《這一片大海灘》 (The long beach).
- Jia bian gou ji shi《夹边沟记事》 (Memory of Jiabiangou).
- Ding xi gu er yuan ji shi 《定西孤儿院纪事》 (Records of Dingxi Orphanage).
- Gao bie jia bian gou《告別夾邊溝》, traduit en anglais "Women from Shanghai" et en français Le Chant des martyrs.
- Gan nan ji shi《甘南紀事》 (Memory of Gannan).

Traduction anglaise
- Woman fron Shanghai. Tales of Survival From a Chinese Labor Camp traduit par Wen Huang. 302 pages. Pantheon Books.

Traduction française
- Le Chant des martyrs. Dans les camps de la Chine de Mao, traduit de l’anglais par Patricia Barbe-Girault, Paris, Balland, 2010[1].